# 南西部地方 (北マケドニア)
座標: 北緯41度30分36秒 東経20度58分12秒 / 北緯41.5100度 東経20.9700度
南西部地方(Југозападен регион)は北マケドニア(Република Северна Македонија)の8つの地方の1つ。
西にアルバニアと接する。
国内では、ペラゴニア地方、ポロク地方、スコピエ地方、ヴァルダル地方と接する。 
2014年の人口は約22万人。

## 民族

南西部地方の民族

## 自治体

南西部地方の自治体

南西部地方は9つの自治体に分かれる。
- ツェンタル・ジュパ（英語版）
- デバル（英語版）
- デバルツァ（英語版）
- キチェヴォ
- マケドンスキ・ブロド（英語版）
- オフリド
- プラスニツァ（英語版）
- ストルガ
- ヴェヴチャニ（英語版）